# Volkomenheidsgraad
De volkomenheidsgraad (Vg) is een begrip uit de bosbouw waarmee de verhouding wordt bedoeld tussen de werkelijke houtmassa van een opstand op een grondvlak en de maximale houtmassa van een opstand op een grondvlak in theorie (volgens een opbrengst- of groeimodel). Men streeft in een productiebos naar een volkomenheidsgraad van 1. Wanneer een volkomenheidsgraad groter is dan 1 duidt dit op een te dichte opstand, waar de beheerder niet genoeg heeft gedund. Hoe groter de volkomenheidsgraad, des te groter de achterstand van de dunning.
De volkomenheidsgraad wordt berekend door de houtmassa van het gemeten grondvlak te delen door de houtmassa van het grondvlak uit een opbrengt- of groeimodel. Het is daarmee dus geen absolute grootheid, want de waarde is afhankelijk van het gekozen model.